# حبیب‌السیر
حبیب السیر فی اخبار افراد البشر با نام کوتاه حبیب‌السیر کتابی است به زبان فارسی، در تاریخ عمومی جهان، نوشتهٔ غیاث‌الدین خواندمیر (۸۸۰–۹۴۱ق)، تاریخ نگار هراتی. کتاب از پیشدادیان می‌آغازد و به حوادث پایان عمر شاه اسماعیل خاتمه می‌یابد. در پایان کتاب شمه‌ای در کرامات سادات و عجایب عالم ذکر می‌شود. کتاب به نام خواجه حبیب‌الله وزیر هرات نوشته شده‌است، پس خواندمیر آن را حبیب‌السیر خوانده‌است. نثر حبیب‌السیر جز در مقدمه‌ها و خطبه‌ها ساده یا بینابین است.

## نمونه‌ای از محتوای کتاب
«صلاح‌الدین، فرنگیان را از قتل و اسر ایمن گردانیده، فتح بیت‌المقدس دست داد و مسلمانان، صلیبی را که نصاری بر قبهٔ حجره مسجد اقصی نصب کرده بودند درهم شکسته و همان روز در مسجد، نماز جمعه قائم شد»